# Hiroto Nakagawa
Hiroto Nakagawa (født 3. november 1994) er en japansk fodboldspiller.
Han har spillet for flere forskellige klubber i sin karriere, herunder Kashiwa Reysol og Shonan Bellmare.